# 新尼古拉耶夫卡 (扎波羅熱區)

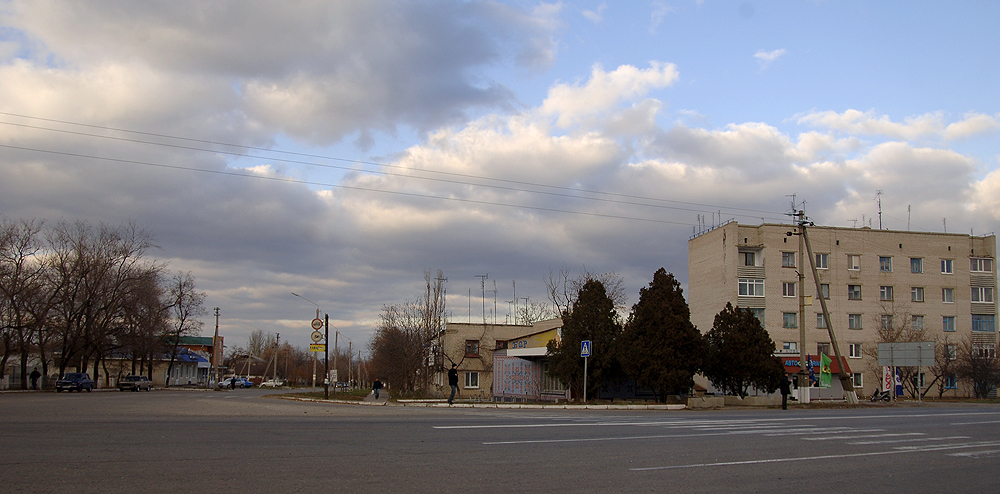
市容

新米科拉伊夫卡（羅馬化：Novomykolaivka），又按俄语名译为新尼古拉耶夫卡，是烏克蘭東南部扎波羅熱州扎波羅熱區新米科拉伊夫卡市镇的鎮及其行政中心。處於上泰爾薩河畔，始建於1790年，面積9.15平方公里，海拔高度100米，2011年人口5,522，人口密度每平方公里603.4人。